# 瑪麗亞維爾 (內布拉斯加州)
瑪麗亞維爾（英語：Mariaville）是位於美國內布拉斯加州羅克縣的非建制地區。

## 歷史
瑪麗亞維爾的郵局於1882年設立，1889年關閉後又於1894年重啟，最終於1957年停運。

## 地理
瑪麗亞維爾所處的海拔為高於海平面584米（即1916英呎），而該地所採用的時區為UTC-6，即北美中部时区（CST）。同時該地設有夏令時間，為UTC-6調快一小時，即UTC-5（CDT）。